# Leibermuster
Leibermuster est le nom donné au dernier modèle de camouflage créé par l'armée allemande à la fin de la Seconde Guerre mondiale.
Il apparaît en février 1945. Il est destiné à remplacer tous les types de camouflages utilisés au sein des diverses unités de la Wehrmacht et de la Waffen-SS.
D'avant-garde, il est le premier effet militaire à intégrer du carbone dans sa fabrication. Cette matière permettrait de brouiller les éventuels futurs moyens de visions nocturnes alors en développement.
Les teintes du vêtement sont particulières et les formes des taches de camouflages sont totalement innovantes. Le noir de carbone, le blanc, les verts clair et foncé, le rouille et le brun se confondent dans des traînées qui donnent l'impression de « couler » le long du vêtement.
Bien qu'il n'ait été utilisé que très peu de temps et n'ait été distribué qu'en très petites quantités à certaines unités, il a inspiré plusieurs modèles de camouflages dans l'immédiat après-guerre. L'armée suisse l'a utilisé jusqu'au début des années 1990 (alpenflage). L'armée belge l'a expérimenté et produit, mais n'en a pas équipé ses soldats. Ces stocks ont été distribués à la naissante Bundeswehr. Les Tchécoslovaques ont copié le modèle pour équiper leurs unités de tireurs d'élite au cours des années 1950.
Il n'existe que de rares images du Leibermuster du IIIe Reich et encore moins d'équipements en circulation.